# Магадеві Варма
Магадеві Варма (*महादेवी वर्मा, 26 березня 1907 —11 вересня 1987) — індійська письменниця та поетеса.

## Життєпис
Походила з родини правників. Донька професора права Ґовинд Прасад Варми. У 1914 році її видали заміж. Отримала класичну освіту. У 1919 році поступила до коледжу, який закінчила у 1921 році. У 1925 році вперше опублікувала власні вірші. Незабаром стала студенткою Аллахабадського університету, який закінчила у 1929 році. У 1933 році отримала ступінь магістра з санскриту. Ще у 1932 році стає дописувачем журналу «Луна».
У 1930-ті бере активну участь у літературному житті Індії. Вона учасниця численних конференцій, де розглядаються питання літератури мовою гінді. В цей же час під впливом Махатми ганді починає брати участь у визвольному русі. Водночас виступає за більшу самостійність індійських жінок. У 1956 році отримує престижну премію Падма Бхушан. У 1966 році, після смерті чоловіка, переїздить до Аллахабаду, де займається переважно складанням віршів та прозорових творів. 1970-1980-ті роки стали період нового підйому творчості. У 1979 році отримує нагороду Браства Академії Сахіт'я. У 1982 році отримує нагороду Г'яніт. Померла Магадеві Варма у 1987 році.

## Творчість
В її доробку 8 збірок поезії (найвідоміші віршовані збірки "Туман " (1930 рік), «Промінь» (1932 рік), «Перлина» (1934 рік), «Вечірні пісні», «Ніч» «Полум'я світильника»), прозорові замальовки («Лінії пам'яті» та ін.), спогади («Картини минулого», «Моя сім'я»), мемуари, виступи, нариси («Ланки ланцюга», 1950 рік), есе. Її вірші, в яких зустрічаються мистичні мотиви, відмічені тонким ліризмом, музикальністю, багато з них покладені на музику. Творчість Магадеві Варми пройнята високим гуманізмом.